# Kościół Bożego Ciała w Łagiewnikach Kościelnych
Kościół Bożego Ciała w Łagiewnikach Kościelnych – rzymskokatolicki kościół parafialny znajdujący się we wsi Łagiewniki Kościelne w powiecie gnieźnieńskim.

## Historia
Świątynia wybudowana w 1741 roku przez proboszcza Śliwińskiego. Restaurowana w 1970 i 1981 roku.

## Architektura i wyposażenie
Świątynia drewniana, o jednej nawie, posiada konstrukcję zrębową. Orientowana. Mniejsze prezbiterium zamknięte trójkątnie. Dach o dwóch kalenicach, jest pokryty gontem. Wysoka wieża posiada konstrukcję słupową, jest kwadratowa z przodu, ma kruchtę w przyziemiu. Zakończona jest strzelistym hełmem drewnianym pokrytym gontem, postawionym na ośmiokątnym bębnie. Nad wejściem krucyfiks z przełomu XVI i XVII wieku. Wspólny płaski sufit dla prezbiterium i nawy. Skromne wyposażenie barokowe. Ołtarz główny i dwa boczne z XVIII stulecia.
Obok kościoła dzwonnica drewniana oraz nagrobki, m.in.:
- ułana Edmunda Synorackiego (17.9.1900 – 29.8.1920),
- księdza Alojzego Chmarzyńskiego (7.7.1871 – 17.7.1913)[1].